# Bajuszosmadárfélék
A bajuszosmadárfélék (Capitonidae) a madarak (Aves) osztályába és a harkályalakúak (Piciformes) rendjébe tartozó család, melyet korábban alcsaládi szinten, a tukánfélék (Ramphastidae) közé soroltak, Capitoninae név alatt.
Ebbe a családba jelenleg 15 élő faj tartozik.

## Kifejlődésük és rendszertani besorolásuk
A legősibb, felfedezett bajuszosmadár fosszíliák az Amerikai Egyesült Államokbeli Floridából kerültek elő. Ezek az állatok a miocén korban éltek. Amint feljebb is írva van, ez a madárcsalád korábban alcsaládi szinten a tukánfélék közé volt besorolva; továbbá a két megmaradt madárneme mellett, a bajszikákat (Semnornis) is ide helyezték - ez utóbbiak elnyerték a saját családi szintet.

## Rendszerezésük
A családba az alábbi 2 madárnem tartozik:
- Capito Vieillot, 1816 – 11  faj
- tarkabajszika (Eubucco) Bonaparte, 1850 – 4 faj

## Fordítás
- Ez a szócikk részben vagy egészben  a   Capitonidae című angol Wikipédia-szócikk ezen változatának fordításán alapul.  Az eredeti cikk szerkesztőit annak laptörténete sorolja fel. Ez a jelzés csupán a megfogalmazás eredetét és a szerzői jogokat jelzi, nem szolgál a cikkben szereplő információk forrásmegjelöléseként.